# Brancourt-en-Laonnois
Pour les articles homonymes, voir Brancourt (homonymie) et Laonnois.
Brancourt-en-Laonnois est une commune française située dans le département de l'Aisne en région Hauts-de-France.

### Localisation

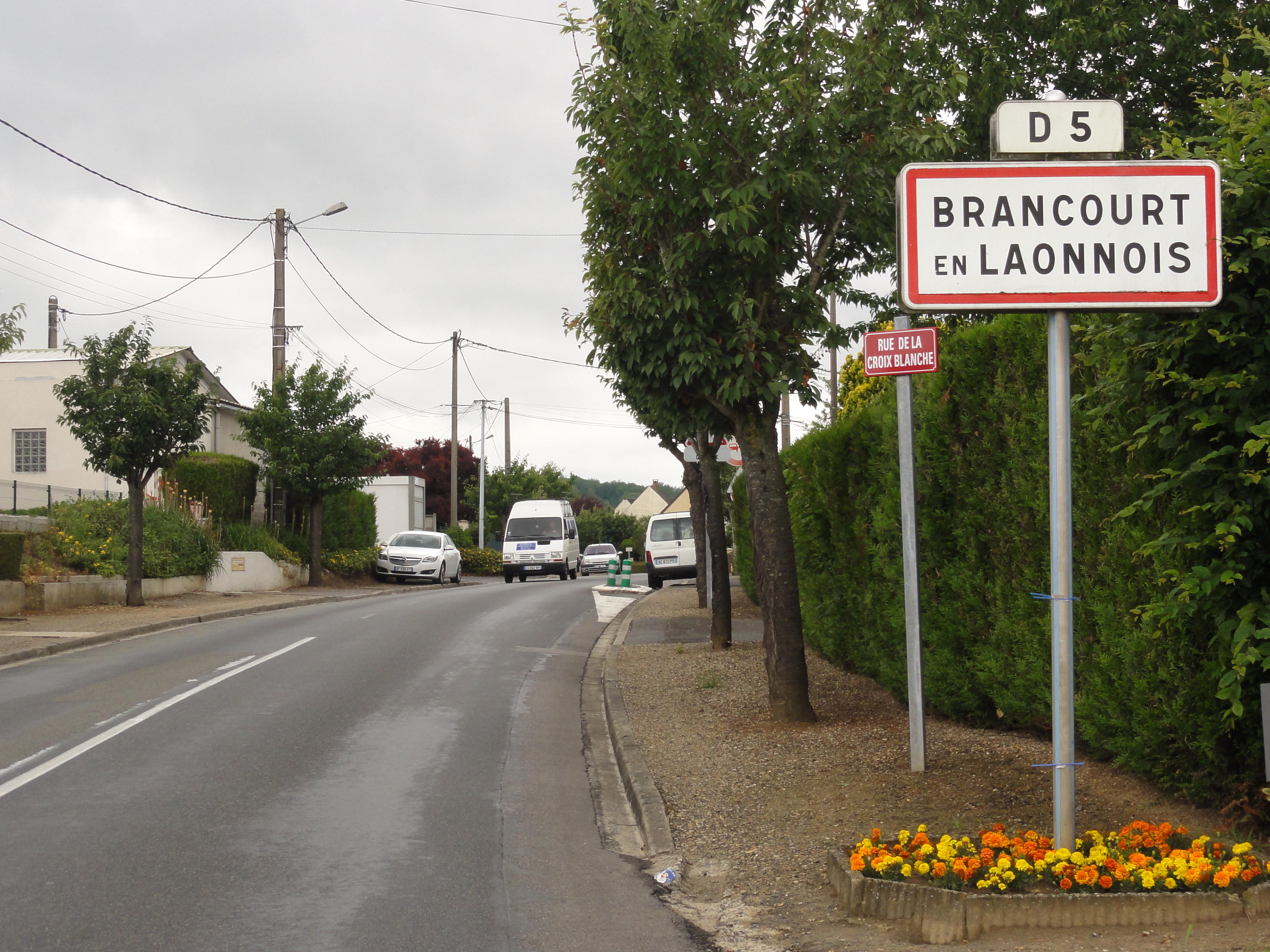
Entrée de Brancourt-en-Laonnois.

## Géographie

### Hydrographie
La commune est située dans le bassin Seine-Normandie. Elle est drainée par le ru de Bordet et le ru de Basse,,.

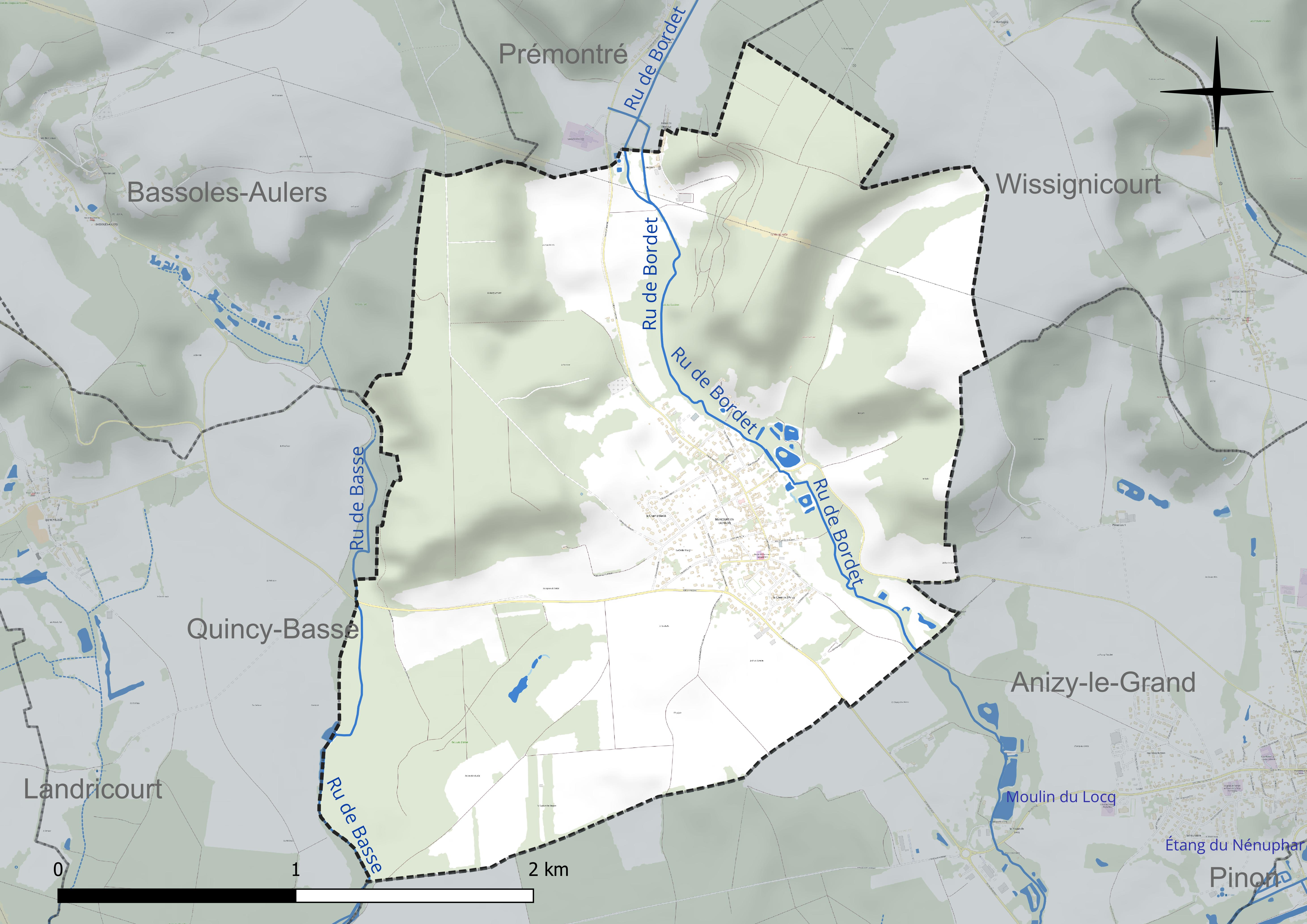
Réseau hydrographique de Brancourt-en-Laonnois.

### Climat
Pour des articles plus généraux, voir Climat des Hauts-de-France et Climat de l'Aisne.
En 2010, le climat de la commune est de type climat océanique dégradé des plaines du Centre et du Nord, selon une étude du CNRS s'appuyant sur une série de données couvrant la période 1971-2000. En 2020, Météo-France publie une typologie des climats de la France métropolitaine dans laquelle la commune est exposée à un climat océanique altéré et est dans la région climatique Nord-est du bassin Parisien, caractérisée par un ensoleillement médiocre, une pluviométrie moyenne régulièrement répartie au cours de l'année et un hiver froid (3 °C).
Pour la période 1971-2000, la température annuelle moyenne est de 10,5 °C, avec  une amplitude thermique annuelle de 15,2 °C. Le cumul annuel moyen de précipitations est de 737 mm, avec 11,7 jours de précipitations en janvier et 8,5 jours en juillet. Pour la période 1991-2020 la température moyenne annuelle observée sur la station météorologique la plus proche, située sur la commune d'Aulnois-sous-Laon à 18 km à vol d'oiseau, est de 11,0 °C et le cumul annuel moyen de précipitations est de 685,6 mm,. Pour l'avenir, les paramètres climatiques de la commune estimés pour 2050 selon différents scénarios d'émission de gaz à effet de serre sont consultables sur un site dédié publié par Météo-France en novembre 2022.

## Urbanisme

### Typologie
Au 1er janvier 2024, Brancourt-en-Laonnois est catégorisée commune rurale à habitat dispersé, selon la nouvelle grille communale de densité à 7 niveaux définie par l'Insee en 2022.
Elle est située hors unité urbaine et hors attraction des villes,.

### Occupation des sols
L'occupation des sols de la commune, telle qu'elle ressort de la base de données européenne d'occupation biophysique des sols Corine Land Cover (CLC), est marquée par l'importance des forêts et milieux semi-naturels (56,8 % en 2018), en augmentation par rapport à 1990 (55,8 %). La répartition détaillée en 2018 est la suivante : 
forêts (56,8 %), terres arables (35,1 %), zones urbanisées (8,1 %).
L'évolution de l'occupation des sols de la commune et de ses infrastructures peut être observée sur les différentes représentations cartographiques du territoire : la carte de Cassini (XVIIIe siècle), la carte d'état-major (1820-1866) et les cartes ou photos aériennes de l'IGN pour la période actuelle (1950 à aujourd'hui).

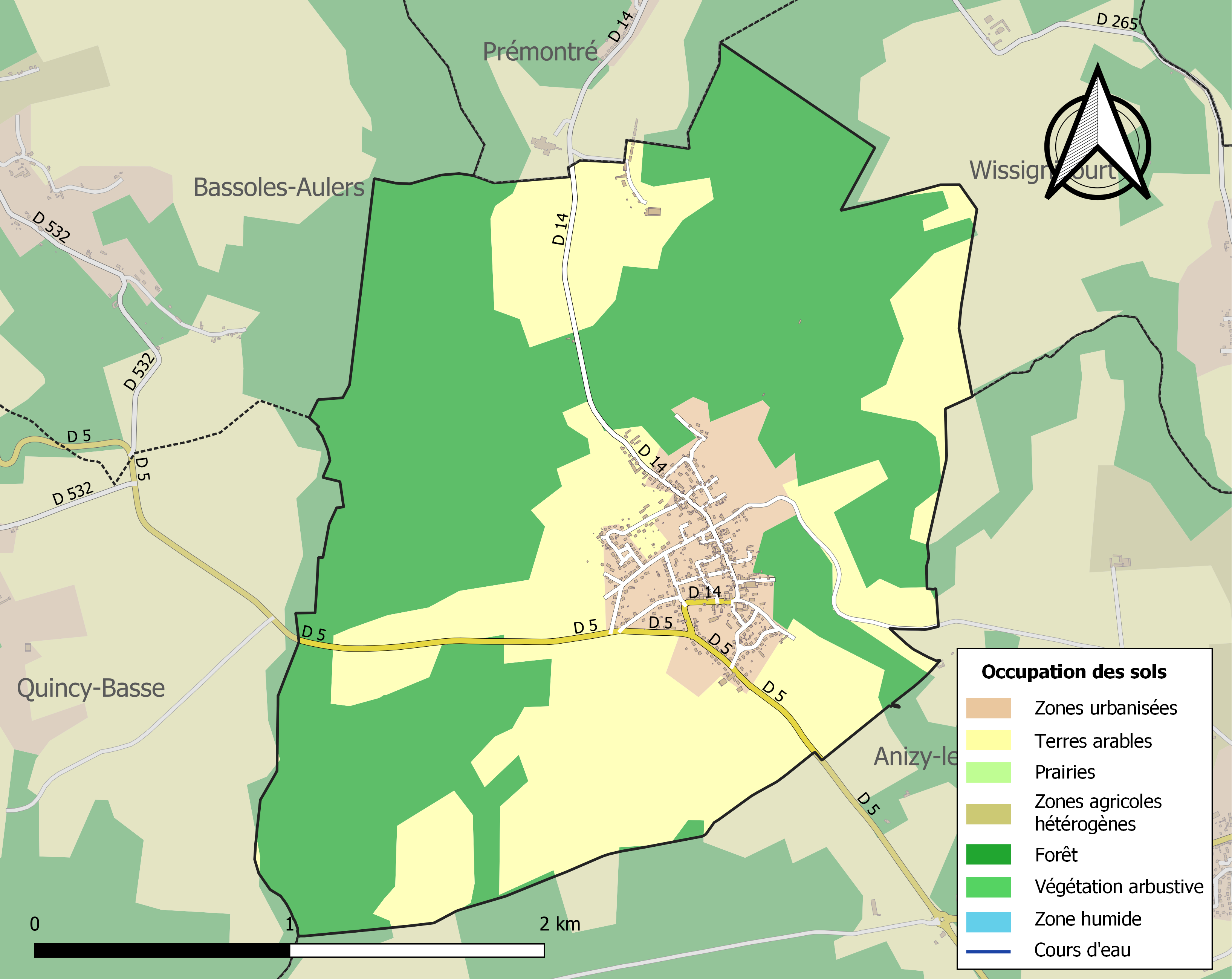
Carte des infrastructures et de l'occupation des sols de la commune en 2018 (CLC).

## Toponymie
Le nom de la localité est attesté sous les formes Brouncourt (1100) ; Broicurtiz (1121) ; Broiuncurtis (1132) ; Broiencourt (1132) ; Molendinum de Brouencurth (1140) ; Parrochia de Broincurt (1142) ; Boiencurt (1165) ; Broicurt (1174) ; Broiencurt (1178) ; Berencurt (1193) ; Villa de Broyencort (1213) ; Broiencort (1218) ; Broyencourt (1287) ; Brancour (1729).
Le Laonnois  est un « pays » et une petite région naturelle du département de l'Aisne, centré autour de la ville de Laon et délimitée par l'Oise, l'Ailette et l'Aisne.

## Politique et administration

### Découpage territorial
La commune de Brancourt-en-Laonnois est membre de la communauté de communes Picardie des Châteaux, un établissement public de coopération intercommunale (EPCI) à fiscalité propre créé le 1er janvier 2017 dont le siège est à Pinon. Ce dernier est par ailleurs membre d'autres groupements intercommunaux.
Sur le plan administratif, elle est rattachée à l'arrondissement de Laon, au département de l'Aisne et à la région Hauts-de-France. Sur le plan électoral, elle dépend du  canton de Laon-1 pour l'élection des conseillers départementaux, depuis le redécoupage cantonal de 2014 entré en vigueur en 2015, et de la première circonscription de l'Aisne  pour les élections législatives, depuis le dernier découpage électoral de 2010.

### Administration municipale
| Période                                  | Période                       | Identité           | Étiquette | Qualité |
| ---------------------------------------- | ----------------------------- | ------------------ | --------- | --- |
| Les données manquantes sont à compléter. |                               |                    |           | |
| 1820                                     |                               | Crépeaux           |           | |
| 1837                                     |                               | Alexandre Alliot   |           | |
|                                          | 1878                          | Villay             |           | |
| 1879                                     |                               | Villain            |           | |
| 1900                                     |                               | Belleville         |           | |
| 1912                                     |                               | Brocheton          |           | |
| 2001                                     | 2004                          | Raymond Rolland    |           | |
| mars 2001                                | mai 2020                      | Francis Kock       | PS        | Fonctionnaire Président de la communauté de communes Picardie des Châteaux (2017) Réélu pour le mandat 2014-2020, |
| mai 2020                                 | En cours (au 11 juillet 2020) | Marie-Laure Rouyer |           | |

## Démographie
L'évolution du nombre d'habitants est connue à travers les recensements de la population effectués dans la commune depuis 1793. Pour les communes de moins de 10 000 habitants, une enquête de recensement portant sur toute la population est réalisée tous les cinq ans, les populations de référence des années intermédiaires étant quant à elles estimées par interpolation ou extrapolation. Pour la commune, le premier recensement exhaustif entrant dans le cadre du nouveau dispositif a été réalisé en 2007.

En 2022, la commune comptait 710 habitants, en évolution de +0,42 % par rapport à 2016 (Aisne : −1,97 %, France hors Mayotte : +2,11 %).
| 1793 | 1800 | 1806 | 1821 | 1831 | 1836 | 1841 | 1846 | 1851 |
| ---- | ---- | ---- | ---- | ---- | ---- | ---- | ---- | ---- |
| 610  | 680  | 734  | 753  | 892  | 829  | 841  | 838  | 792  |

| 1856 | 1861 | 1866 | 1872 | 1876 | 1881 | 1886 | 1891 | 1896 |
| ---- | ---- | ---- | ---- | ---- | ---- | ---- | ---- | ---- |
| 741  | 695  | 680  | 629  | 612  | 557  | 492  | 465  | 460  |

| 1901 | 1906 | 1911 | 1921 | 1926 | 1931 | 1936 | 1946 | 1954 |
| ---- | ---- | ---- | ---- | ---- | ---- | ---- | ---- | ---- |
| 501  | 427  | 391  | 228  | 265  | 236  | 253  | 305  | 329  |

| 1962 | 1968 | 1975 | 1982 | 1990 | 1999 | 2006 | 2007 | 2012 |
| ---- | ---- | ---- | ---- | ---- | ---- | ---- | ---- | ---- |
| 345  | 374  | 415  | 536  | 710  | 675  | 645  | 640  | 706  |

| 2017 | 2022 | - | - | - | - | - | - | - |
| ---- | ---- | - | - | - | - | - | - | - |
| 708  | 710  | - | - | - | - | - | - | - |

## Culture locale et patrimoine

### Lieux et monuments
La première église de Brancourt-en-Laonnois, dédié à saint Maurice, fut fondée au XIe siècle. La seconde, toujours sous le même patronyme, fut construite entre 1873 et 1875 en lieu et place de l'ancienne dans laquelle furent intégrés le porche et le clocher datant du XIe siècle ainsi que les croisillons du transept, de style gothique, datant du XIIIe siècle, de l'ancienne église. Cette dernière est détruite comme tant d'autres lors des bombardements de la Première Guerre mondiale. Après le conflit, la Coopérative de reconstruction de Brancourt décide de reconstruire l'église. En 1928, c'est l'architecte Albert-Paul Müller qui réalise les plans de la nouvelle église dans un style alliant des références Art Déco et régionaliste, tout en s'inscrivant dans le mouvement du renouveau de l'art sacré.
L'église est également liée par l'architecte et par son décor à deux autres églises axonaises : l'église Saint-Martin de Monthenault et l'église Saint-Martin de Martigny-Courpierre, toutes deux protégées aux titres de monuments historiques (la première est inscrite et la seconde est classée).
Les travaux s'achèvent en 1931 par le décor de l'intérieur de l'édifice cultuel. Comme pour les églises de Monthenault et de Martigny-Courpierre, l'église Saint-Maurice de Brancourt-en-Laonnois est embellie par des fresques d'Eugène Chapleau et des vitraux de Louis Barillet. En outre, les huit anges ornant le clocher sont l'œuvre de Gabriel Dufrasne.

### Personnalités liées à la commune
- François Lobjoy (1743-1807), homme politique français de la Révolution française, président du corps législatif sous le Consulat, y est né.
- Pierre Frémond (1910-1996), Français libre, Compagnon de la Libération, y est mort.

### Héraldique
| Blason de Brancourt-en-Laonnois | Blason  | Tranché ondé : au 1er d'or à un arbre au naturel soutenu d'une représentation en plan d'un étang d'azur, au 2e de sinople à deux épis de blé d'or passés en sautoir, celui de dextre plus grand ; à la cotice ondée d'azur brochant sur la partition.       |
| Blason de Brancourt-en-Laonnois | Détails | La cotice représente les rus de la Vionne et de Bordet qui arrosent la commune. La mare représente l'étang communal et l'arbre, la forêt domaniale proche. Le second est un rappel de l'activité agricole. Le statut officiel du blason reste à déterminer. |

## Pour approfondir